# Kahului
Kahului — CDP w Stanach Zjednoczonych w stanie Hawaje. Znajduje się na wyspie Maui, i jest jej największą społecznością — 28 219 osób. Leży na północnym wybrzeżu wyspy. Na obrzeżach Kahului znajduje się port lotniczy Kahului.